# أنجيلا لوس
أنجيلا لوس (بالإيطالية: Angela Luce) هي مغنية وممثلة إيطالية، ولدت في 3 ديسمبر 1938 في إيطاليا.

## وصلات خارجية
- أنجيلا لوس على موقع IMDb (الإنجليزية)
- أنجيلا لوس على موقع ميوزك برينز (الإنجليزية)
- أنجيلا لوس على موقع قاعدة بيانات برودواي على الإنترنت (الإنجليزية)
- أنجيلا لوس على موقع ديسكوغز (الإنجليزية)
- أنجيلا لوس على موقع قاعدة بيانات الفيلم (الإنجليزية)